# Nayelly Hernández
Pour les articles homonymes, voir Hernández.
Nayelly Hernández, née le 23 février 1986 à San Luis Potosí, est une joueuse professionnelle de squash représentant le Mexique. Elle atteint en octobre 2011 la 57e place mondiale sur le circuit international, son meilleur classement. Elle remporte la médaille d'or en double aux 
Jeux panaméricains de 2011.
Elle est mariée avec le joueur de squash anglais Chris Walker